# Jasper Dejaegher
Jasper Dejaegher (23 gennaio 2001) è un ciclista su strada e ciclocrossista belga, che corre per il Team Flanders-Baloise.

## Palmarès

### Strada
- 2022 (Mini Discar Cycling Team)

Aartrijke
- 2023 (Circus-ReUz-Technord, due vittorie)

5ª tappa Tour du Loir-et-Cher (Blois > Blois)
3ª tappa Tour d'Eure-et-Loir (Orgères-en-Beauce > Chartres)

#### Altri successi
- 2023 (Circus-ReUz-Technord)

Wim Hendriks Trofee
Classifica a punti Tour d'Eure-et-Loir
Oudenburg
Romsée-Stavelot-Romsée
Omloop der Zevenheuvelen
Grote Prijs Jules Van Hevel
- 2025 (Team Flanders - Baloise)

Sint-Elooisprijs - Ruddervoorde

### Ciclocross
- 2018-2019

Mostencross (Meer)

### Mountain bike
- 2022

Campionati belgi, Beachrace Under-23

## Piazzamenti

### Competizioni continentali
- Campionati europei

Drenthe 2023 - In linea Under-23: 57º